# Злобин, Иван Сергеевич
Ива́н Серге́евич Зло́бин (род. 7 марта 1997, Тюмень) — российский футболист, вратарь португальского клуба «Фамаликан».

## Клубная карьера
Уроженец Тюмени, Иван Злобин с шестилетнего возраста тренировался в футбольной секции. Первый тренер — Евгений Александрович Маслов. В 2009 году 12-летний вратарь стал игроком футбольной Академии имени Юрия Коноплёва из Тольятти. В 2013 году перешёл в футбольную академию московского ЦСКА. В октябре 2015 года стал игроком молодёжной команды португальского клуба «Униан Лейрия». В январе 2016 года был арендован лиссабонской «Бенфикой», а в июне 2016 года подписал пятилетний контракт с клубом.
4 августа 2019 года Злобин стал обладателем Суперкубка Португалии, проведя матч против «Спортинга» на скамейке запасных. 17 сентября 2019 года попал в заявку «Бенфики» на матч группового этапа Лиги чемпионов против клуба «РБ Лейпциг». 25 сентября 2019 года дебютировал в основном составе «Бенфики» в матче Кубка португальской лиги против «Витории» Гимарайнш (0:0).
В августе 2020 года перешёл в португальский клуб «Фамаликан», подписав пятилетний контракт. 18 сентября 2020 года дебютировал за «Фамаликан» в матче португальской Примейра-лиги против «Бенфики», пропустив в свои ворота пять мячей. После пяти туров чемпионата, в которых пропустил 12 мячей, Злобин проиграл конкуренцию 19-летнему бразильскому вратарю Луису Жуниору и больше в том сезоне на поле не выходил. За последующие три сезона в чемпионате Португалии сыграл лишь трижды. 26 февраля 2022 года после матча с «Тонделой», который также провёл на скамейке запасных, Злобин продемонстрировал свою поддержку Украине, сфотографировавшись на трибуне с украинским флагом. После ухода Луиса Жуниора сезон 2024/2025 Злобин начал в качестве основного голкипера. После успешной игры в первых пяти турах, в которых Злобин пропустил только 3 мяча, тренер вратарей сборной России Виталий Кафанов допустил вызов Злобина в национальную команду.
20 декабря 2024 года перенёс операцию после разрыва почки.
10 мая 2025 года вернулся в состав, отыграв весь матч чемпионата с «Санта-Кларой» (1:2) с капитанской повязкой.

## Карьера в сборной
Выступал за юношеские сборные России до 16, до 17 и до 18 лет под руководством Сергея Кирьякова.

## Статистика выступлений
| Выступление      | Выступление      | Выступление      | Лига | Лига | Лига  | Кубки | Кубки | Кубки | Еврокубки | Еврокубки | Еврокубки | Итого | Итого | Итого |
| Клуб             | Лига             | Сезон            | Игры | Мячи | Сухие | Игры  | Мячи  | Сухие | Игры      | Мячи      | Сухие     | Игры  | Мячи  | Сухие |
| ---------------- | ---------------- | ---------------- | ---- | ---- | ----- | ----- | ----- | ----- | --------- | --------- | --------- | ----- | ----- | ----- |
| Бенфика          | Суперлига        | 2019/20          | 0    | 0    | 0     | 7     | −7    | 2     | 0         | 0         | 0         | 7     | −7    | 2     |
| Бенфика          | Итого            | Итого            | 0    | 0    | 0     | 7     | −7    | 2     | 0         | 0         | 0         | 7     | −7    | 2     |
| Фамаликан        | Суперлига        | 2020/21          | 5    | −12  | 0     | 0     | 0     | 0     | −         | −         | −         | 5     | −12   | 0     |
| Фамаликан        | Суперлига        | 2021/22          | 1    | −2   | 0     | 0     | 0     | 0     | −         | −         | −         | 1     | −2    | 0     |
| Фамаликан        | Суперлига        | 2022/23          | 1    | −2   | 0     | 1     | 0     | 1     | −         | −         | −         | 2     | −2    | 1     |
| Фамаликан        | Суперлига        | 2023/24          | 1    | −2   | 0     | 1     | 0     | 1     | −         | −         | −         | 2     | −2    | 1     |
| Фамаликан        | Суперлига        | 2024/25          | 13   | −15  | 5     | 0     | 0     | 0     | −         | −         | −         | 13    | −15   | 5     |
| Фамаликан        | Итого            | Итого            | 21   | −33  | 5     | 2     | 0     | 2     | 0         | 0         | 0         | 23    | −33   | 7     |
| Всего за карьеру | Всего за карьеру | Всего за карьеру | 21   | −33  | 5     | 9     | −7    | 4     | 0         | 0         | 0         | 30    | −40   | 9     |

## Достижения
«Бенфика»
- Обладатель Суперкубка Португалии: 2019